# Mąż i żona

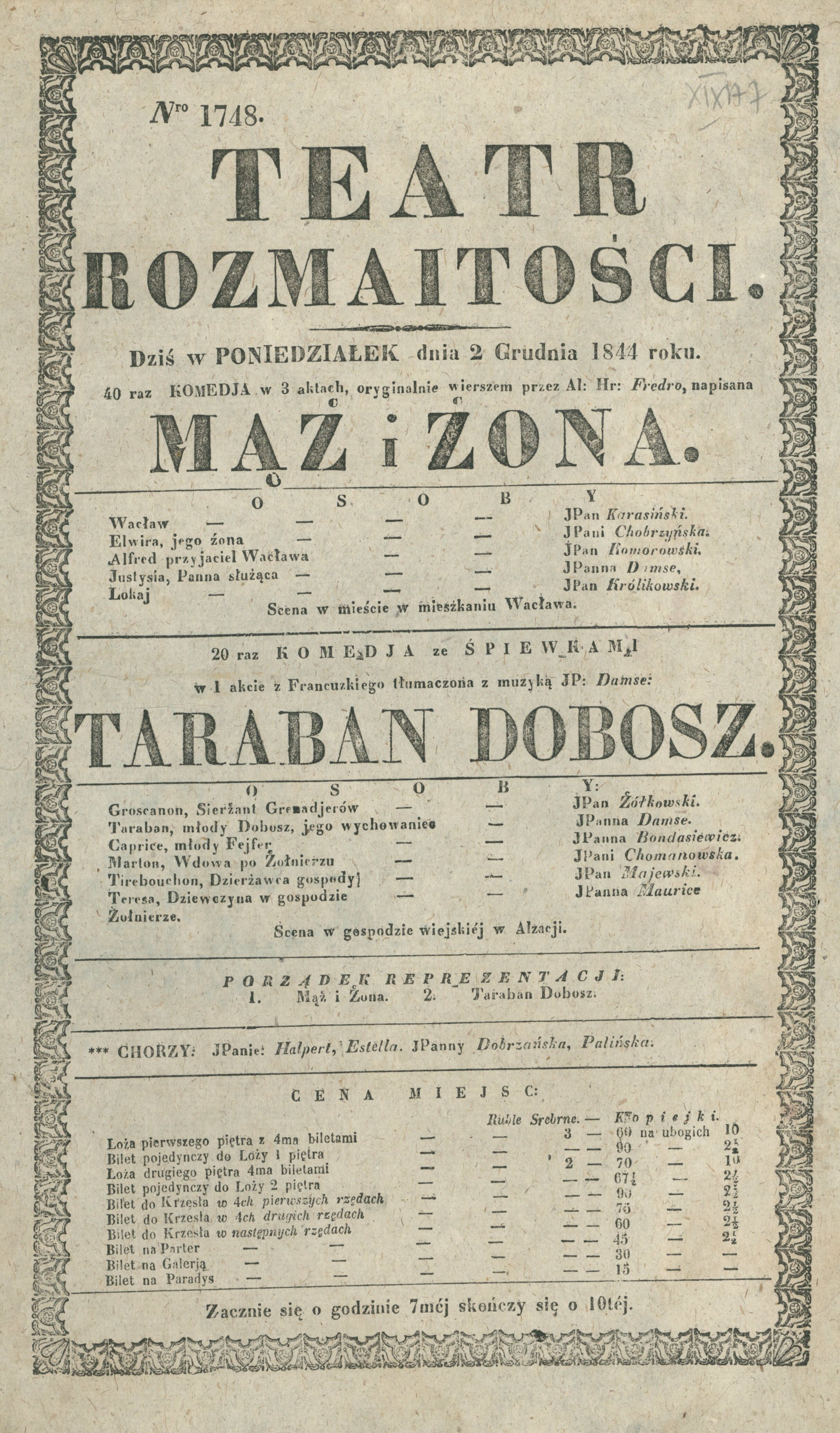
Afisz teatralny (1844)

Mąż i żona. Komedia we trzech aktach, wierszem – trzyaktowa komedia Aleksandra Fredry napisana w 1821.

## Informacje
Komedia prawdopodobnie została napisana w 1821. Prapremiera sztuki odbyła się w teatrze lwowskim 29 kwietnia 1822. Po raz pierwszy sztuka została wydrukowana w Wiedniu w 1826 w tomie drugim komedii Fredry. Zachowała się rękopiśmienna kopia komedii z poprawkami autora, sporządzona dla cenzury lwowskiej w 1823.

## Treść
W utworze występuje czworo bohaterów, których łączy wzajemna sieć powiązań i zdrad. Elwira – żona hrabiego Wacława romansuje z jego przyjacielem Alfredem. Wacław – jej mąż romansuje z Justysią. Justysia – służąca a zarazem przyjaciółka i powiernica Elwiry romansuje zarazem z Alfredem i Wacławem. Każdy z bohaterów dopuszcza się zdrady, lecz jednocześnie oczekuje uczciwości i wierności od pozostałych. Gdy wszystko wychodzi na jaw, mężczyźni dochodzą do wniosku, że skandal musi zostać wyciszony dla dobra Elwiry, a Justysia trafi do klasztoru.

## Inscenizacje (wybór)[5]
| Teatr                                                              | Rok premiery | Reżyseria                  |
| ------------------------------------------------------------------ | ------------ | -------------------------- |
| Teatr Narodowy                                                     | 1823         |                            |
| Teatr Narodowy                                                     | 1977         | Adam Hanuszkiewicz         |
| Teatr Narodowy                                                     | 1987         | Jerzy Krasowski            |
| Teatr Miejski w Bygdoszczy                                         | 1926         | Artur Kwiatkowski          |
| Cricot                                                             | 1938         | Władysław Krzemiński       |
| Teatr Małych Form Miniatury w Warszawie                            | 1944         | Zbigniew Sawan             |
| Teatr (obecnie im. Aleksandra Węgierki) w Białymstoku              | 1945         | Jerzy Śliwiński            |
| Teatr (obecnie im. Aleksandra Węgierki) w Białymstoku              | 1965         | Izabella Cywińska-Adamska  |
| Teatr (obecnie im. Aleksandra Węgierki) w Białymstoku              | 1975         | Bronisław Orlicz           |
| Teatr (obecnie im. Aleksandra Węgierki) w Białymstoku              | 1996         | Andrzej Jakimiec           |
| Teatr Ziemi Pomorskiej w Toruniu                                   | 1946         | Leonia Jabłonkówna         |
| Teatr Ziemi Pomorskiej w Toruniu                                   | 1950         | Maria Szczęsna             |
| Teatr Ziemi Pomorskiej w Toruniu                                   | 1956         | Maria D’Alphonse           |
| Teatr Śląski im. Stanisława Wyspiańskiego w Katowicach             | 1946         | Władysław Krzemiński       |
| Teatr Śląski im. Stanisława Wyspiańskiego w Katowicach             | 1962         | Edward Żytecki             |
| Teatr Śląski im. Stanisława Wyspiańskiego w Katowicach             | 1975         | Józef Wyszomirski          |
| Teatr Śląski im. Stanisława Wyspiańskiego w Katowicach             | 1987         | Bogdan Tosza               |
| Teatr Aktorów Województwa Gdańskiego                               | 1947         | Wanda Jarszewska           |
| Teatr Stary w Krakowie                                             | 1947         | Władysław Krzemiński       |
| Teatr Stary w Krakowie                                             | 1973         | Wanda Laskowska            |
| Teatr Stary w Krakowie                                             | 1995         | Włodzimierz Nurkowski      |
| Teatr Miniatury (MTD) w Warszawie                                  | 1948         | Zbigniew Sawan             |
| Teatr Polski w Szczecinie                                          | 1948         | Henryk Lotar               |
| Teatr Polski w Szczecinie                                          | 1964         | Ewa Kołogórska             |
| Teatr Polski w Szczecinie                                          | 1985         | Zbigniew Chrzanowski       |
| Teatr Miejski im. Stefana Żeromskiego w Kielcach                   | 1948         | Hanna Małkowska            |
| Teatr Miejski im. Stefana Żeromskiego w Kielcach                   | 1978         | Jowita Pieńkowicz          |
| Teatr (obecnie im. Wandy Siemaszkowej) w Rzeszowie                 | 1949         | Neonilla Kilar-Krzywicka   |
| Teatr (obecnie im. Wandy Siemaszkowej) w Rzeszowie                 | 1962         | Czesław Wołłejko           |
| Teatr (obecnie im. Wandy Siemaszkowej) w Rzeszowie                 | 1995         | Włodzimierz Nurkowski      |
| Teatr Polski w Poznaniu                                            | 1949         | Stefan Drewicz             |
| Teatr Polski w Poznaniu                                            | 1966         | Stefan Drewicz             |
| Teatr Polski w Warszawie                                           | 1949         | Bohdan Korzeniewski        |
| Teatr Polski w Warszawie                                           | 1997         | Andrzej Łapicki            |
| Teatr Polski w Warszawie                                           | 2017         | Jarosław Kiljan            |
| Państwowy Teatr w Świdnicy                                         | 1949         | Zygmunt Bończa-Tomaszewski |
| Teatr Dolnośląski w Jeleniej Górze                                 | 1951         | Zuzanna Łozińska           |
| Teatr Dolnośląski w Jeleniej Górze                                 | 1972         | Jowita Pieńkowicz          |
| Teatr Wybrzeże w Gdańsku                                           | 1951         | Stefan Drewicz             |
| Teatr Wybrzeże w Gdańsku                                           | 1989         | Jerzy Łapiński             |
| Teatr Wybrzeże w Gdańsku                                           | 2002         | Anna Augustynowicz         |
| Teatr im. Wojciecha Bogusławskiego w Kaliszu                       | 1952         | Jan Świderski              |
| Teatr im. Wojciecha Bogusławskiego w Kaliszu                       | 1972         | Henryk Baranowski          |
| Teatr im. Stefana Jaracza w Olsztynie (dawniej Olsztyn-Elbląg)     | 1953         | Anna Kochanowska           |
| Teatr im. Stefana Jaracza w Olsztynie (dawniej Olsztyn-Elbląg)     | 1974         | Marian Szczerski           |
| Teatr (obecnie im. Jana Kochanowskiego) w Opolu                    | 1953         | Eugeniusz Aniszczenko      |
| Teatr (obecnie im. Jana Kochanowskiego) w Opolu                    | 1989         | Jerzy Schejbal             |
| Teatr Ziemi Lubuskiej w Zielonej Górze                             | 1953         | Stanisław Cegielski        |
| Teatr im. Juliusza Osterwy w Lublinie                              | 1953         | Stefan Drewicz             |
| Teatr im. Juliusza Osterwy w Lublinie                              | 1980         | Roman Kruczkowski          |
| Bałtycki Teatr Dramatyczny w Koszalinie                            | 1954         | Irena Górska               |
| Bałtycki Teatr Dramatyczny w Koszalinie                            | 1972         | Zdzisław Dąbrowski         |
| Teatry Dramatyczne w Częstochowie                                  | 1955         | Henryk Lotar               |
| Teatr im. Stefana Jaracza w Łodzi                                  | 1956         | Emil Chaberski             |
| Teatr im. Stefana Jaracza w Łodzi                                  | 1962         | Konrad Łaszewski           |
| Teatr im. Stefana Jaracza w Łodzi                                  | 1979         | Jerzy Hutek                |
| Teatr im. Aleksandra Fredry w Gnieźnie                             | 1957         | Eugeniusz Aniszczenko      |
| Teatr Powszechny Województwa Gdańskiego                            | 1957         | Eugeniusz Poreda           |
| Teatr im. Juliusza Słowackiego w Krakowie                          | 1963         | Bohdan Korzeniewski        |
| Teatr im. Juliusza Słowackiego w Krakowie                          | 1989         | Jan Błeszyński             |
| Teatr Polski w Bydgoszczy                                          | 1964         | Zofia Mikulska             |
| Teatr Polski w Bydgoszczy                                          | 1979         | Bohdan Korzeniewski        |
| Teatr im. Ludwika Solskiego w Tarnowie                             | 1964         | Ewa Kołogórska             |
| Teatr im. Ludwika Solskiego w Tarnowie                             | 1985         | Janusz Hamerszmit          |
| Teatr im. Ludwika Solskiego w Tarnowie                             | 1994         | Wanda Laskowska            |
| Teatr Polski w Bielsku-Białej                                      | 1965         | Henryk Lotar               |
| Teatr Polski w Bielsku-Białej                                      | 2000         | Mariusz Orski              |
| Teatry Dramatyczne we Wrocławiu                                    | 1965         | Artur Młodnicki            |
| Teatr Ateneum w Warszawie                                          | 1966         | Janusz Warmiński           |
| Teatr im. Juliusza Osterwy w Gorzowie Wielkopolskim                | 1966         | Janusz Obidowicz           |
| Estrada Dolnośląska                                                | 1967         | Artur Młodnicki            |
| Teatr Ludowy w Nowej Hucie                                         | 1968         | Irena Babel                |
| Teatr im. Wilama Horzycy w Toruniu                                 | 1968         | Roman Kordziński           |
| Teatr im. Wilama Horzycy w Toruniu                                 | 1970         | Krzysztof Rościszewski     |
| Teatr Zagłębia w Sosnowcu                                          | 1968         | Wiesław Mirecki            |
| Teatr Ziemi Gdańskiej w Gdyni                                      | 1969         | Wojciech Boratyński        |
| Teatr Nowy w Łodzi                                                 | 1969         | Zbigniew Józefowicz        |
| Teatr Dramatyczny (obecnie im. Jerzego Szaniawskiego) w Wałbrzychu | 1975         | Maryna Broniewska          |
| Teatr Dramatyczny (obecnie im. Jerzego Szaniawskiego) w Wałbrzychu | 1993         | Ryszard Maciej Nyczka      |
| Teatr im. Adama Mickiewicza w Częstochowie                         | 1975         | Irma Czaykowska            |
| Teatr Płocki - Ośrodek Kultury i Sztuki w Płocku                   | 1976         | Henryk Rozen               |
| Teatr Muzyczny w Słupsku                                           | 1979         | Marek Grzesiński           |
| Teatr im. Juliana Tuwima w Łodzi                                   | 1982         | Andrzej Madej              |
| Teatr Bagatela im. Tadeusza Boya-Żeleńskiego w Krakowie            | 1987         | Irena Wollen               |
| Teatr Polski Bielsko-Cieszyn                                       | 1988         | Aleksandra Górska          |
| Teatr Polski we Wrocławiu                                          | 1988         | Igor Przegrodzki           |
| Teatr Nowy w Lublinie                                              | 1989         | Cezary Karpiński           |
| Słupski Teatr Dramatyczny                                          | 1991         | Jowita Pieńkiewicz         |
| Teatr Satyry "Maszkaron" w Krakowie                                | 1993         | Jerzy Braszka              |
| Teatr Powszechny w Warszawie                                       | 1993         | Krzysztof Zaleski          |
| Teatr "Z Potrzeby" w Radomiu                                       | 1996         | Krystyna Bigelmajer        |
| Teatr Nowy w Zabrzu                                                | 1997         | Irena Jun                  |
| Centrum Sztuki - Teatr Dramatyczny w Legnicy                       | 1999         | Krzysztof Kopka            |
| Teatr Nowy w Warszawie                                             | 2003         | Adam Hanuszkiewicz         |
| Teatr 2.Strefa w Warszawie                                         | 2003         | Sylwester Biraga           |
| Teatr Współczesny w Szczecinie                                     | 2006         | Andrzej Bubień             |
| Teatr 6.piętro w Warszawie                                         | 2010         | Eugeniusz Korin            |
| Teatr Zwierciadło w Łodzi                                          | 2011         | Krzysztof Kaczmarek        |
| Krakowski Teatr Komedia                                            | 2015         | Maciej Luśnia              |
| Teatr im. Cypriana Kamila Norwida w Jeleniej Górze                 | 2016         | Wiesław Cichy              |
| Teatr I.N.N.I. w Warszawie                                         | 2017         | Dominika Malczyńska        |
| Teatr Polski w Warszawie                                           | 2017         | Jarosław Kilian            |
| Teatr Polonia                                                      | 2022         | Krystyna Janda             |

## Spektakle radiowe[5]
- Mąż i żona (1950, reż. Bohdan Korzeniewski)
- Mąż i żona (1972, reż. Wojciech Maciejewski)
- Mąż i żona (2015, reż. Ewelina Pietrowiak)

## Spektakle telewizyjne[5]
- Mąż i żona (1955, reż. Bohdan Korzeniewski)[8]
- Mąż i żona (1958, reż. Jerzy Hoffman)[9]
- Mąż i żona (1964, reż. Maryna Broniewska)[10]
- Mąż i żona (1969, reż. Irena Babel)[11]
- Mąż i żona (1973, reż. Bohdan Korzeniewski)[12]
- Mąż i żona (1978, reż. Jan Świderski)[13]
- Mąż i żona (1997, reż. Olga Lipińska)[14]
- Mąż i żona (2016, reż. Jan Englert)[15]

## Balet
Na motywach komedii Aleksandra Fredry powstał balet Anny Hop (libretto, reżyseria i choreografia) pt. Mąż i żona (premiera 2019). Akcja została umieszczona w połowie XX w. w nadmorskim kurorcie.